# Leichtathletik-Halleneuropameisterschaften 2021/Teilnehmer
Für die 36. Leichtathletik-Halleneuropameisterschaften in Toruń wurden 733 Sportler aus 46 Nationen und dem Flüchtlingsteam gemeldet, die aber nicht alle teilnahmen.

## Athleten nach Ländern

### Deutschland(GER)
| Männer - Bo Kanda Lita Baehre - Erik Balnuweit - Karl Bebendorf - Andreas Bechmann - Torben Blech - Maximilian Entholzner - Marcel Fehr - Max Heß - Kai Kazmirek - Christoph Kessler - Kevin Kranz - Henrik Krause - Michael Pohl - Tobias Potye - Marius Probst - Mateusz Przybylko - Marc Reuther - Marvin Schlegel - Oskar Schwarzer - Homiyu Tesfaye - Jonas Wagner - Julian Wagner - Oleg Zernikel | Frauen - Elena Burkard - Brenda Cataria-Byll - Neele Eckhardt-Noack - Sara Gambetta - Caterina Granz - Christina Hering - Merle Homeier - Hanna Klein - Gesa-Felicitas Krause - Yasmin Kwadwo - Amelie-Sophie Lederer - Maryse Luzolo - Jessie Maduka - Katharina Maisch - Lea Meyer - Malaika Mihambo - Jennifer Montag - Laura Müller - Christina Schwanitz - Ruth Sophia Spelmeyer-Preuß - Tanja Spill - Alica Schmidt - Corinna Schwab - Luna Thiel - Katharina Trost |

### Österreich(AUT)
| Männer - Markus Fuchs - Andreas Vojta | Frauen - Ivona Dadic - Magdalena Lindner - Beate Schrott - Karin Strametz - Susanne Walli |

### Schweiz(SUI)
| Männer - Charles Devantay - Simon Ehammer - Finley Gaio - Pascal Mancini - Filippo Moggi - Brahian Peña - Ricky Petrucciani - Jonas Raess - William Reais | Frauen - Ajla Del Ponte - Riccarda Dietsche - Lore Hoffmann - Selina von Jackowski - Annik Kälin - Ditaji Kambundji - Salomé Kora - Salome Lang - Silke Lemmens - Angelica Moser - Selina Rutz-Büchel - Delia Sclabas - Léa Sprunger - Noemi Zbären |